# João Graça
João Pedro Salazar da Graça, meglio noto come João Graça (Matosinhos, 18 giugno 1995), è un calciatore portoghese, centrocampista del Rio Ave.

## Carriera

### Club
Cresciuto nei settori giovanili di Boavista e Porto, dopo aver disputato tre stagioni con la seconda squadra dei Dragões, il 24 agosto 2017 viene acquistato dalla Feirense, con cui firma un triennale.

### Nazionale
Ha giocato nelle nazionali giovanili portoghesi Under-16, Under-18 ed Under-19.

## Statistiche

### Presenze e reti nei club
Statistiche aggiornate al 14 marzo 2018.
| Stagione        | Squadra         | Campionato      | Campionato | Campionato | Coppe nazionali | Coppe nazionali | Coppe nazionali | Coppe continentali | Coppe continentali | Coppe continentali | Altre coppe | Altre coppe | Altre coppe | Totale | Totale | Totale |
| Stagione        | Squadra         | Comp            | Pres       | Reti       | Comp            | Pres            | Reti            | Comp               | Pres               | Reti               | Comp        | Pres        | Reti        | Pres   | Reti   |        |
| --------------- | --------------- | --------------- | ---------- | ---------- | --------------- | --------------- | --------------- | ------------------ | ------------------ | ------------------ | ----------- | ----------- | ----------- | ------ | ------ | ------ |
| 2013-2014       | Porto B         | SL              | 1          | 0          | -               | -               | -               | -                  | -                  | -                  | -           | -           | -           | 1      | 0      |        |
| 2014-2015       | Porto B         | SL              | 17         | 0          | -               | -               | -               | -                  | -                  | -                  | -           | -           | -           | 17     | 0      |        |
| 2015-2016       | Porto B         | SL              | 43         | 6          | -               | -               | -               | -                  | -                  | -                  | -           | -           | -           | 43     | 6      |        |
| 2016-2017       | Porto B         | SL              | 32         | 1          | -               | -               | -               | -                  | -                  | -                  | -           | -           | -           | 32     | 1      |        |
| Totale Porto B  | Totale Porto B  | Totale Porto B  | 93         | 7          |                 | -               | -               |                    | -                  | -                  |             | -           | -           | 93     | 7      |        |
| 2017-2018       | Feirense        | PL              | 7          | 0          | TdP+TdL         | 1+2             | 0               | -                  | -                  | -                  | -           | -           | -           | 10     | 0      |        |
| Totale carriera | Totale carriera | Totale carriera | 100        | 7          |                 | 3               | 0               |                    | -                  | -                  |             | -           | -           | 103    | 7      |        |

## Palmarès

### Club

#### Competizioni nazionali
- Segunda Liga: 1

Rio Ave: 2021-2022